# ちぎり絵

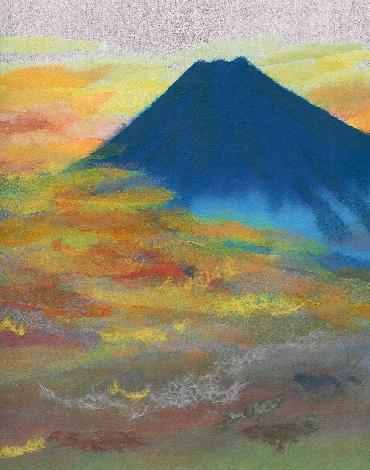
ちぎり絵

ちぎり絵は、ちぎった紙を台紙に貼って表現した絵画作品のこと。貼り絵、ちぎり紙とも言う。
主に和紙を使用し、手でちぎって台紙に貼って作成する。和紙の風合いを活かした日本独自の絵画である。ちぎり絵は手でちぎった部分が重要視されるのに対して、切り絵は道具で切った部分が重視される。ちぎり絵と切り絵は、どちらも貼り絵に内包される概念である。
ちぎり絵の作家としては山下清、亀井健三が有名である。